# Жёлтый князь
«Жёлтый князь» (укр. Жовтий князь) — роман украинского писателя Василия Барки, посвящённый Голодомору.

## История создания
Над темой голода Василий Барка думал 25 лет. Записывать свои воспоминания и свидетельства очевидцев он начал в 1943 году, находясь в лагере Ди-Пи в Германии. Обрабатывать эти записи он начал уже в Нью-Йорке, в 1950 году, причём сначала не был уверен, будет ли это поэма, или пьеса, или роман: всё складывалось «как-то неорганизованно», сначала возникла «рабочая модель» для сюжета. Потом начались дополнения и сокращения, а дальше — стилистическая обработка. Шестьсот своих рукописных страниц «Жёлтого князя» четыре раза переделывал основательно и переписывал заново от начала до конца.

## Концепция
В основу романа положены личные воспоминания Василия Барки-Очерета о Голоде на Украине 1932—1933 годов. И хотя лично Барка в те годы не был в деревне, но сохранил точные воспоминания брата, семья которого была подвергнута пыткам голода. После этого он в течение двадцати пяти лет скрупулёзно собирал воспоминания очевидцев Голодомора, что дало почву для широких литературных обобщений.
Катастрофу нации во время Голодомора писатель изображает через личную трагедию семьи Катранников, из которых живым остается только младший сын, Андрюша. Картины жизни семьи наполнены впечатляющими, страшными подробностями. Но во всех ситуациях герои остаются верными крестьянской и общечеловеческой морали. Даже голодный, умирающий Мирон Данилович не выдаёт местонахождение церковной чаши — святыни, скрытой от банд комсомольцев.
Андрюша также хочет поделиться последним хлебом с совершенно чужой женщиной, которая находится на грани смерти от голода. Этот сюжет соответствует многочисленным случаям благотворительности, которые очевидцы свидетельствовали перед лицом смерти.
Заканчивается произведение тем, что над землей рождается новый день, несущий надежду. Когда в 1963 году радио «Свобода» отмечало 30-летие голодомора, в программе было выступление Василия Барки, в котором автор так рассказал о своём романе «Жёлтый князь»:
Повесть «Жёлтый князь» содержит историю одной семьи в 1932—1933 годах; одного белого дома, который стал чёрным и обернулся в гроб. Его судьба изображена на фоне жизни, или собственно, умирания всей Украины во время голода, 30-ю годовщину которого мы теперь отмечаем.
В основу повести взяты личные воспоминания и также много подробностей времени, собранных затем за ряд лет. Большинство типичных случаев страшной эпохи находят отражение в повести.
Она имеет три плана содержания: первый, вполне реалистичный рассказ о всех домашних драмах одной семьи и её столкновения с внешним окружением, во время выездов и путешествий в поисках пищи.
Второй план повести — вполне психологический, в изображениях необычных изменений душевной жизни, вызванных массовым голодом.
Умирающие люди, хоть и смертно равнодушные ко всему на свете кроме еды, таки в большинстве своем сохранили человеческое ощущение: в глубоком углу — на дне своего сердца. Они остались людьми, лучше, чем те, что вызвали голод и жили сыто во время всенародного бедствия и гибели.
Третий план повести — метафизический, чисто духовный: с открытием занавеса от таинственного и жуткого дуновения с неизвестных нам просторов невещественного мира, противоположных небу и человечеству. Здесь одна из страниц духовной войны человеческих душ — против их врага.

В этой борьбе целый народ терпит свой самый большой и самый страшный экзамен.
Над вторым томом романа Барка работал почти до последних дней своей жизни, «лихорадочно» спеша, предчувствуя, что не успеет закончить как положено. Госпожа Богданна Мончак, которая набирала на компьютере рукописный текст этого тома, вспоминает, что автор успел сделать корректуру только первого раздела.
Василий Барка работал над темой голода также в других своих произведениях, в частности в поэзии.

## Отзывы
Отзывы французской прессы после печати издательством «Галлимар» (Gallimard):
Art presse: «Добрая книга. Страшная книга... Большое трагическое произведение, абсолютно следует прочитать»;
Le républikain Lorran: «Семь миллионов украинцев погибли от преследования и голода... это настолько волнующая книга, на неё откликнется даже зачерствевшие сердце»;
La nouvelle revue française — «Организованные Украинцы должны выдвинуть мастера художественного слова на кандидата Нобелевской награды».
В Америке Министр сельского хозяйства назвал это произведение «одним из главных источников изучения истории аграрной политики СССР».